# Jalpes
Jalpes és un poble del districte de Jalpaiguri, a Bengala Occidental, situat a 26° 31′ N, 88° 52′ E / 26.517°N,88.867°E. El 1901 figura amb 2088 habitants. La població té un temple de Xiva construït al costat d'un temple anterior, per un raja de Cooch Behar vers el 1600. El vell temple és la ruïna principal; està a la vora del riu Jarda i té un antic lingam. Al febrer se celebra al poble un festival anomenat de Sivaratri.